# Spjutkastning för herrar i friidrott vid olympiska sommarspelen 2004
 Spjutkastning, herrar  vid  Olympiska sommarspelen 2004 genomfördes vid Atens olympiska stadion den 26 och 28 augusti.

## Medaljörer
| Event         | Guld                      | Guld    | Silver                      | Silver  | Brons                   | Brons   |
| Spjutkastning | Andreas Thorkildsen Norge | 86,50 m | Vadims Vasiļevskis Lettland | 84,95 m | Sergej Makarov Ryssland | 84,84 m |

## Resultat
Alla resultat anges i meter

Q markerar automatiskt kvalificerad.

q markerar en av de bästa tiderna därutöver

OR markerar olympiskt rekord.

NR markerar nationsrekord.

PB markerar personligt rekord.

SB markerar bästa resultat under säsongen.

NM markerar ej resultat

DNS startade inte.

DSQ markerar diskvalificerad eller utesluten.

### Kval

#### Grupp A
| Placering | Idrottare                   | Försök | Försök | Försök | Längd   | Noteringar |
| Placering | Idrottare                   | 1      | 2      | 3      | Längd   | Noteringar |
| --------- | --------------------------- | ------ | ------ | ------ | ------- | ---------- |
| 1         | Breaux Greer (USA)          | 87.25  | —      | —      | 87.25 m | Q          |
| 2         | Sergej Makarov (RUS)        | 86.08  | —      | —      | 86.08 m | Q          |
| 3         | Esko Mikkola (FIN)          | 83.64  | —      | —      | 83.64 m | Q          |
| 4         | Andrus Värnik (EST)         | 83.25  | —      | —      | 83.25 m | Q          |
| 5         | Matti Närhi (FIN)           | 81.06  | —      | —      | 81.06 m | Q          |
| 6         | Steve Backley (GBR)         | 80.60  | 80.68  | 80.39  | 80.68 m | q          |
| 7         | Gerhardus Pienaar (RSA)     | 79.95  | 74.69  | 79.56  | 79.95 m |            |
| 8         | Christian Nicolay (GER)     | 79.77  | X      | 78.50  | 79.77 m |            |
| 9         | Voldemārs Lūsis (LAT)       | 79.27  | X      | X      | 79.27 m |            |
| 10        | William Hamlyn-Harris (AUS) | 69.64  | 74.34  | 77.43  | 77.43 m |            |
| 11        | Peter Zupanc (SLO)          | 74.11  | 72.42  | 77.34  | 77.34 m |            |
| 12        | Miroslav Guzdek (CZE)       | 76.45  | 75.36  | 75.75  | 76.45 m |            |
| 13        | Gergely Horváth (HUN)       | 73.45  | 73.95  | 72.05  | 73.95 m |            |
| 14        | Ronny Nilsen (NOR)          | X      | 73.46  | X      | 73.46 m |            |
| 15        | Manuel Fuenmayor (VEN)      | 72.26  | 68.72  | 72.14  | 72.26 m |            |
| 16        | David Brisseault (FRA)      | 68.70  | 71.86  | 69.58  | 71.86 m |            |
| 17        | Marián Bokor (SVK)          | 68.21  | 71.74  | 67.73  | 71.74 m |            |

#### Grupp B
| Placering | Idrottare                 | Försök | Försök | Försök | Längd   | Noteringar |
| Placering | Idrottare                 | 1      | 2      | 3      | Längd   | Noteringar |
| --------- | ------------------------- | ------ | ------ | ------ | ------- | ---------- |
| 1         | Vadims Vasiļevskis (LAT)  | 84.43  | —      | —      | 84.43 m | Q / PB     |
| 2         | Alexandr Ivanov (RUS)     | 82.18  | —      | —      | 82.18 m | Q          |
| 3         | Tero Pitkämäki (FIN)      | 82.04  | —      | —      | 82.04 m | Q          |
| 4         | Andreas Thorkildsen (NOR) | 81.74  | —      | —      | 81.74 m | Q          |
| 5         | Jan Železný (CZE)         | 81.18  | —      | —      | 81.18 m | Q          |
| 6         | Ēriks Rags (LAT)          | 77.92  | 80.84  | X      | 80.84 m | q          |
| 7         | Isbel Luaces (CUB)        | 80.07  | 77.53  | 79.07  | 80.07 m |            |
| 8         | Li Rongxiang (CHN)        | 79.73  | X      | 79.94  | 79.94 m |            |
| 9         | Yukifumi Murakami (JPN)   | 77.25  | 77.60  | 78.59  | 78.59 m |            |
| 10        | Oliver Dziubak (AUS)      | 77.21  | 78.53  | 75.57  | 78.53 m |            |
| 11        | Peter Esenwein (GER)      | 75.18  | 73.76  | 78.41  | 78.41 m |            |
| 12        | Sergej Vojnov (UZB)       | 74.68  | 74.08  | 72.71  | 74.68 m |            |
| 13        | Stuart Farquhar (NZL)     | 74.24  | 73.07  | 74.63  | 74.63 m |            |
| 14        | Nick Nieland (GBR)        | 68.86  | 71.31  | 72.79  | 72.79 m |            |
| 15        | Park Jae-Myong (KOR)      | 63.01  | 67.60  | 72.70  | 72.70 m |            |
| 16        | Edi Ponoš (CRO)           | 66.73  | X      | 71.43  | 71.43 m |            |
| —         | Boris Henry (GER)         | —      | —      | —      | DNS     |            |

#### Totala kvalresultat
| Placering | Idrottare                   | Längd   | Grupp |
| --------- | --------------------------- | ------- | ----- |
| 1         | Breaux Greer (USA)          | 87.25 m | A     |
| 2         | Sergej Makarov (RUS)        | 86.08 m | A     |
| 3         | Vadims Vasiļevskis (LAT)    | 84.43 m | B     |
| 4         | Esko Mikkola (FIN)          | 83.64 m | A     |
| 5         | Andrus Värnik (EST)         | 83.25 m | A     |
| 6         | Alexandr Ivanov (RUS)       | 82.18 m | B     |
| 7         | Tero Pitkämäki (FIN)        | 82.04 m | B     |
| 8         | Andreas Thorkildsen (NOR)   | 81.74 m | B     |
| 9         | Jan Železný (CZE)           | 81.18 m | B     |
| 10        | Matti Närhi (FIN)           | 81.06 m | A     |
| 11        | Ēriks Rags (LAT)            | 80.84 m | B     |
| 12        | Steve Backley (GBR)         | 80.68 m | A     |
| 13        | Isbel Luaces (CUB)          | 80.07 m | B     |
| 14        | Gerhardus Pienaar (RSA)     | 79.95 m | A     |
| 15        | Li Rongxiang (CHN)          | 79.94 m | B     |
| 16        | Christian Nicolay (GER)     | 79.77 m | A     |
| 17        | Voldemārs Lūsis (LAT)       | 79.27 m | A     |
| 18        | Yukifumi Murakami (JPN)     | 78.59 m | B     |
| 19        | Oliver Dziubak (AUS)        | 78.53 m | B     |
| 20        | Peter Esenwein (GER)        | 78.41 m | B     |
| 21        | William Hamlyn-Harris (AUS) | 77.43 m | A     |
| 22        | Peter Zupanc (SLO)          | 77.34 m | A     |
| 23        | Miroslav Guzdek (CZE)       | 76.45 m | A     |
| 24        | Sergej Vojnov (UZB)         | 74.68 m | B     |
| 25        | Stuart Farquhar (NZL)       | 74.63 m | B     |
| 26        | Gergely Horváth (HUN)       | 73.95 m | A     |
| 27        | Ronny Nilsen (NOR)          | 73.46 m | A     |
| 28        | Nick Nieland (GBR)          | 72.79 m | B     |
| 29        | Park Jae-Myong (KOR)        | 72.70 m | B     |
| 30        | Manuel Fuenmayor (VEN)      | 72.26 m | A     |
| 31        | David Brisseault (FRA)      | 71.86 m | A     |
| 32        | Marián Bokor (SVK)          | 71.74 m | A     |
| 33        | Edi Ponoš (CRO)             | 71.43 m | B     |
| —         | Boris Henry (GER)           | DNS     | B     |

### Final
| Placering | Idrottare                 | Försök | Försök | Försök | Försök | Försök | Försök | Längd   | Noteringar |
| Placering | Idrottare                 | 1      | 2      | 3      | 4      | 5      | 6      | Längd   | Noteringar |
| --------- | ------------------------- | ------ | ------ | ------ | ------ | ------ | ------ | ------- | ---------- |
| 1         | Andreas Thorkildsen (NOR) | 84.82  | 86.50  | 80.96  | X      | —      | —      | 86.50 m | PB         |
| 2         | Vadims Vasiļevskis (LAT)  | 84.95  | 83.95  | X      | X      | 79.07  | 80.91  | 84.95 m | PB         |
| 3         | Sergej Makarov (RUS)      | 84.84  | X      | 77.59  | 78.00  | 82.51  | 84.32  | 84.84 m |            |
| 4         | Steve Backley (GBR)       | 79.62  | 81.48  | 84.13  | 83.02  | X      | 81.62  | 84.13 m | SB         |
| 5         | Alexandr Ivanov (RUS)     | 83.31  | 82.76  | 81.36  | 80.28  | 78.07  | 79.99  | 83.31 m |            |
| 6         | Andrus Värnik (EST)       | 83.25  | 82.72  | X      | X      | 76.41  | —      | 83.25 m |            |
| 7         | Ēriks Rags (LAT)          | 77.13  | 83.14  | 81.69  | X      | X      | 78.63  | 83.14 m |            |
| 8         | Tero Pitkämäki (FIN)      | 80.38  | 83.01  | X      | X      | 81.19  | X      | 83.01 m |            |
|           |                           |        |        |        |        |        |        |         |            |
| 9         | Jan Železný (CZE)         | 76.77  | 79.98  | 80.59  |        |        |        | 80.59 m |            |
| 10        | Matti Närhi (FIN)         | X      | 80.28  | 78.73  |        |        |        | 80.28 m |            |
| 11        | Esko Mikkola (FIN)        | 76.20  | 79.43  | 76.23  |        |        |        | 79.43 m |            |
| 12        | Breaux Greer (USA)        | 74.36  | X      | X      |        |        |        | 74.36 m |            |

## Rekord

### Världsrekord
- Jan Železny, Tjeckien - 98,48 - 25 maj 1996 - Jena, Tyskland

### Olympiskt rekord
- Jan Železny, Tjeckien - 90,17 - 23 september 2000 - Sydney, Australien

## Tidigare vinnare

### OS
- 1896 – 1904: Inga tävlingar
- 1908 i London: Eric Lemming, Sverige – 54,82
- 1912 i Stockholm: Eric Lemming, Sverige – 60,64
- 1920 i Antwerpen: Jonni Myyrä, Finland – 65,78
- 1924 i Paris: Jonni Myyrä, Finland – 62,96
- 1928 i Amsterdam: Erik Lundkvist, Sverige – 66,60
- 1932 i Los Angeles: Matti Järvinen, Finland – 72,71
- 1936 i Berlin: Gerhard Stöck, Tyskland – 71,84
- 1948 i London: Tapio Rautavaara, Finland – 69,77
- 1952 i Helsingfors: Cyrus Young, USA – 73,78
- 1956 i Melbourne: Egil Danielsen, Norge – 85,71
- 1960 i Rom: Viktor Tsibulenko, Sovjetunionen – 84,64
- 1964 i Tokyo: Pauli Nevala, Finland – 82,66
- 1968 i Mexico City: Janis Lusis, Sovjetunionen – 90,10
- 1972 i München: Klaus Wolfermann, Västtyskland – 80,48
- 1976 i Montréal: Miklos Nemeth, Ungern – 94,58
- 1980 i Moskva: Dainis Kula, Sovjetunionen – 91,20
- 1984 i Los Angeles: Arto Harkonen, Finland – 86,76
- 1988 i Seoul: Tapio Korjus Finland – 84,28 (Ny spjutdesign)
- 1992 i Barcelona: Jan Železny, Tjeckoslovakien – 89,66
- 1996 i Atlanta: Jan Železny, Tjeckien – 88,15
- 2000 i Sydney: Jan Železny, Tjeckien – 90,17

### VM
- 1983 i Helsingfors: Detlef Michel, DDR – 89,48
- 1987 i Rom: Seppo Räty, Finland – 83,54 (ny spjutdesign)
- 1991 i Tokyo: Kimmo Kinnunen, Finland – 90,82
- 1993 i Stuttgart: Jan Železny, Tjeckoslovakien – 85,98
- 1995 i Göteborg: Jan Železny, Tjeckien – 89,58
- 1997 i Aten: Marius Corbett, Sydafrika – 88,40
- 1999 i Sevilla: Aki Parviainen, Finland – 89,52
- 2001 i Edmonton: : Jan Železny, Tjeckien – 92,80
- 2003 i Paris: Sergej Makarov, Ryssland – 85,44